# Régence de Gonghe
La régence de Gonghe est une période de l'histoire de la Chine antique, qui dure d'environ 841 à 828 av. J.-C. pendant la période des Zhou de l'Ouest. Selon l'historiographie traditionnelle, le roi Zhou Liwang, médiocre et tyrannique, fut chassé du pouvoir et exilé à Zhi (dans l'actuel Shanxi) par une révolte à la cour, dont les chefs assurèrent la régence. Il apparaît en tout cas que cette régence suit une période de défaites militaires des Zhou face à des peuples extérieurs (les Huaiyi et les Xianyun).
L'identité des personnes qui assurent la régence n'est pas claire. Suivant les Mémoires historiques de Sima Qian, il s'agirait des ducs de Zhou et de Shao, qui joueraient alors le rôle d'hommes providentiels comme l'avaient fait leur prédécesseurs au début de la dynastie en aidant le roi Cheng face à des révoltés. Selon les Annales de Bambou, le régent est He du lignage Gong (Gong He ou Gongbo He). Les inscriptions sur vases en bronze du règne de Li et de la période Gonghe tendent à donner raison à cette seconde version.
L'historiographie traditionnelle chinoise situe cet événement dans le cadre de la perte de la vertu des rois Zhou, que doivent alors remplacer des nobles vertueux, avant de restituer le pouvoir au successeur légitime de Li, le roi Zhou Xuanwang. Les recherches des historiens modernes situent cet événement dans le contexte de l'affaiblissement progressif des rois Zhou face aux grands lignages du royaume, dont certains membres deviennent peu à peu les véritables maîtres du royaume. La régence de Gongbo He est cependant suivie par un rétablissement du pouvoir royal par Xuan, qui n'est cependant pas suffisamment durable pour enrayer le déclin des Zhou de l'Ouest, qui est consacré en 771 av. J.-C. quand ils doivent fuir leur capitale après sa prise par les Xianyun et se soumettre définitivement aux volontés des grands princes du royaume.